# Kusunoki Masashige
Kusunoki Masashige (楠木 正成?; Akasaka, 1294 – Minato, 4 luglio 1336) è stato un samurai del XIV secolo che ha combattuto per l'imperatore Go-Daigo nella guerra Genkō, nel tentativo di strappare allo shogunato Kamakura il dominio del Giappone, e viene ricordato come simbolo ideale della fedeltà samurai.

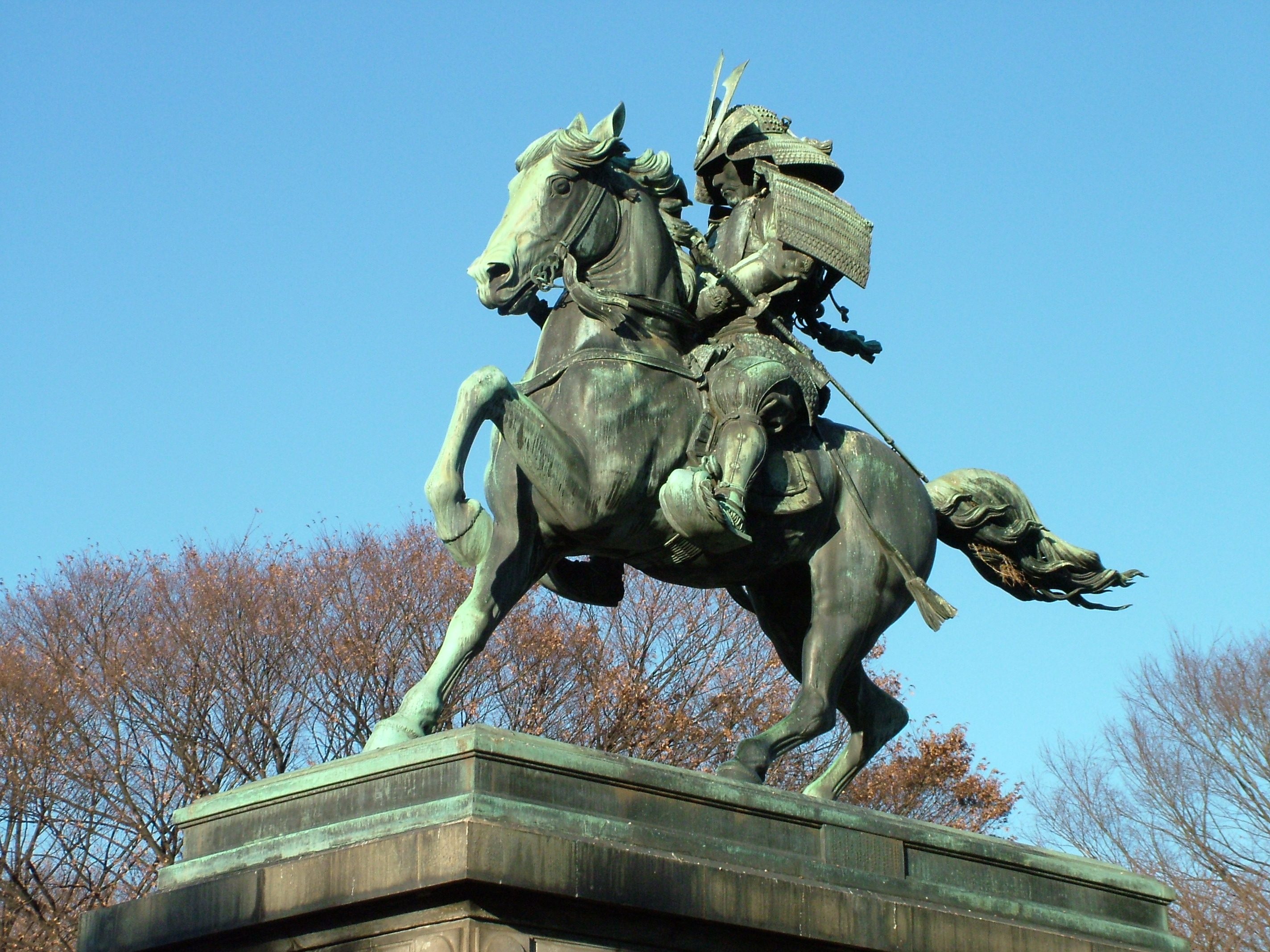
La stessa statua da una diversa prospettiva, primo piano.

Le sue origini non sono state confermate da un punto di vista storico, ad eccezione dei sei anni tra l'inizio della sua campagna militare nel 1331 e la sua morte avvenuta nel 1336. Ha ricevuto la più alta onorificenza da parte del governo Meiji del Giappone nel 1880.
"La leggenda narra che l'imperatore Go-Daigo ebbe un sogno in cui si stava riparando sotto un albero di canfora ('kusunoki'), e che questo sogno lo guidò al nome del guerriero che lo avrebbe sostenuto."
Kusunoki "era un membro benestante della piccola nobiltà rurale" della provincia di Kawachi. Affermava di discendere da Tachibana Moroye, "un gran signore dell'VIII secolo." Kusunoki era uno "studioso e devoto buddista."

## Lealista

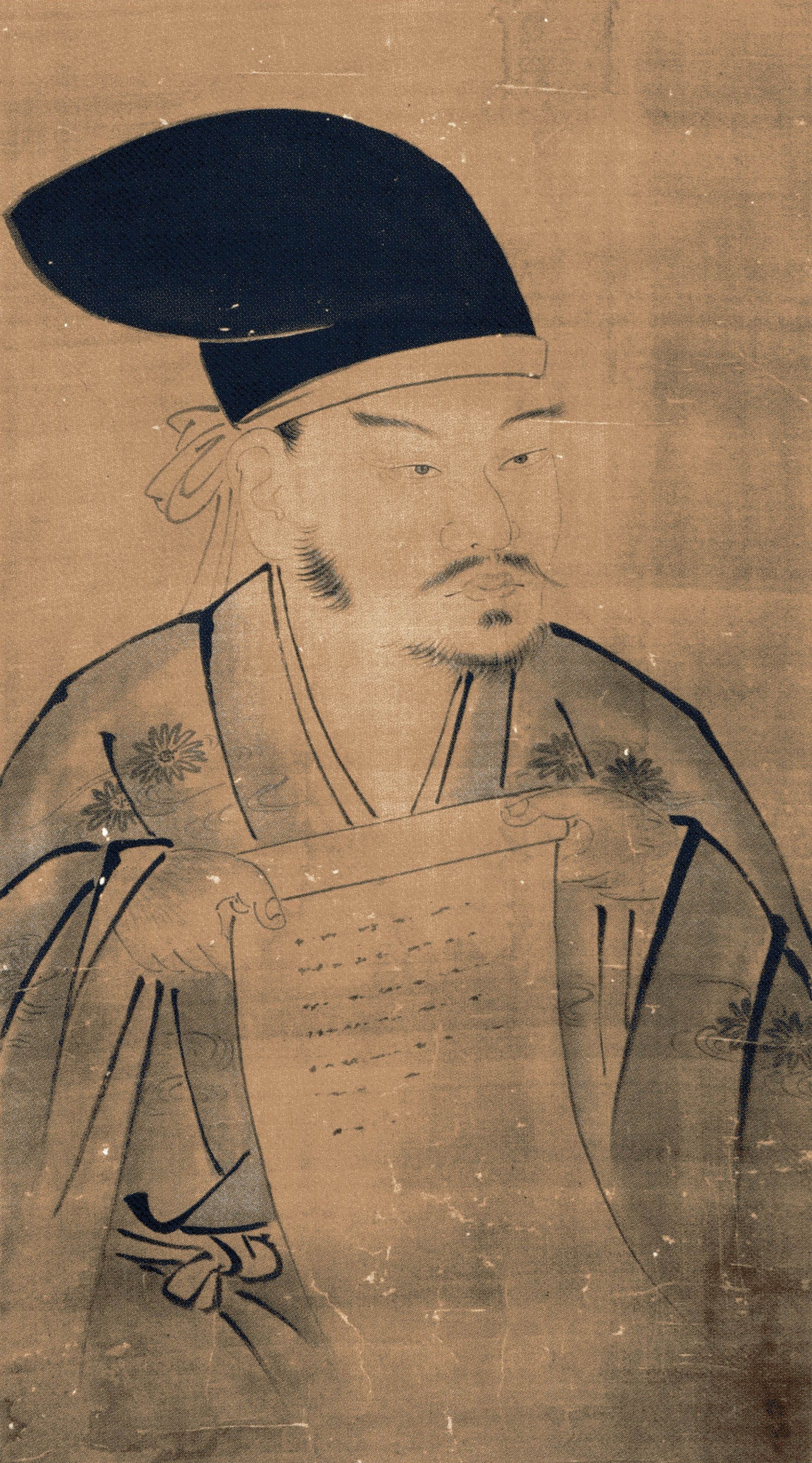
Ritratto di Kusunoki Masashige. Realizzato da Kanō Sanraku.

Kusunoki, stratega e tattico brillante, con l'astuta difesa delle due fortezze chiave dei lealisti ad Akasaka, (assedio di Akasaka), e a Chihaya, (assedio di Chihaya), permise a Go-Daigo di ritornare brevemente al potere.
Nel 1333 Go-Daigo ricompensò Masashige con la carica di governatore delle province di Settsu e Kawachi. Inoltre, fu promosso al Quinto Grado. Più tardi fu nominato all'ufficio dei registri e nel Consiglio per gli insediamenti.
Tuttavia, uno dei generali lealisti, Ashikaga Takauji, tradì Go-Daigo e guidò un esercito contro Kusunoki e gli altri fedelissimi. Takauji riuscì a prendere Kyoto, ma solo temporaneamente prima che Nitta Yoshisada e Masashige furono in grado di scacciarlo, costringendolo a fuggire verso ovest. Nel 1336, tuttavia, Takauji era ancora una minaccia per Kyoto
Kusunoki suggerì all'imperatore che si rifugiassero sul sacro Monte Hiei e permettessero a Takauji di prendere Kyoto, al solo scopo di piombare giù dalla montagna e, con l'aiuto dei monaci del Monte Hiei, prendere in trappola Takauji nella città e distruggerlo.
Go-Daigo tuttavia non era disposto a lasciare la capitale, e richiese con insistenza che Kusunoki affrontasse le superiori forze di Takauji in campo aperto. Kusunoki, in quello che in seguito sarebbe stato visto come l'ultimo atto di fedeltà del samurai, si sottomise al comando insensato del suo imperatore e marciò consapevolmente con il suo esercito verso una morte quasi certa. La battaglia, che ebbe luogo presso Minatogawa nella moderna Chuo-ku, Kōbe, fu un disastro dal punto di vista tattico. Ci sono due resoconti della proposta fatta da Kusunoki Masashige a Go-Daigo, il Taiheiki e il Baisho Ron. Uno era che si raggruppassero e attaccassero da due lati, l'altro era che riportassero il generale Takauji al loro fianco, controbilanciando così le forze. Entrambi gli argomenti furono ignorati.
Kusunoki, con il suo esercito completamente circondato, rimase con solo 50 degli originari 700 cavalieri. Secondo la leggenda, le ultime parole di suo fratello Masasue furono «Shichisei hokoku!» (七生報國? lett. «Vorrei avere sette vite da donare al mio imperatore!») e Kusunoki Masashige fu d'accordo.

## Eredità
Suo figlio, Kusunoki Masatsura, servì il successore dell'imperatore, il dodicenne Murakami, in un rapporto di fiducia reciproca e devozione, rispecchiando la figura del proprio padre e mantenendo viva la fiamma della resistenza lealista. Masatsura morì accanto a suo fratello Masatoki e al cugino Wada Takahide in una battaglia che vide la fine del clan Kusunoki e a cui seguì una disastrosa lotta per il potere e la ricchezza tra le Corti.
Kusunoki "sta nella storia del suo paese come figura ideale di guerriero, una combinazione di virtù civili e militari di alto livello"
Il commiato di Masashige dal figlio "è stato usato per essere incluso in tutti i libri di lettura della scuole elementari ed è stato il soggetto di una canzone patriottica popolare nelle scuole giapponesi prima della guerra."

## Leggenda
Dopo l'introduzione su vasta scala di neo-confucianesimo come filosofia di Stato da parte dello shogunato Tokugawa, Kusunoki Masashige, una volta chiamato un traditore da parte della Corte del Nord, è stato riabilitato insieme a Go-Daigo come precursore dell'assolutismo sinocentrico, sulla base delle teorie neo-confuciane. Durante il periodo Edo, studiosi e samurai che erano stati influenzati dalle teorie neo-confuciane, crearono la leggenda di Kusunoki e lo venerarono come un eroe della patria, chiamandolo Nankō (楠公?) o Dai-Nankō (大楠公?), che incarnava la lealtà, il coraggio, e la devozione all'Imperatore. Kusunoki in seguito divenne una specie di santo patrono per i kamikaze della seconda guerra mondiale, che si consideravano suoi eredi spirituali sacrificando la propria vita per l'imperatore Hirohito.